# Mallotus didymochryseus
Mallotus didymochryseus är en törelväxtart som beskrevs av Airy Shaw. Mallotus didymochryseus ingår i släktet Mallotus och familjen törelväxter. Inga underarter finns listade i Catalogue of Life.